# Daniel Jarque
Daniel Jarque González (* 1. Januar 1983 in Barcelona; † 8. August 2009 in Coverciano, Florenz, Italien) war ein spanischer Fußballspieler, der bei Espanyol Barcelona in der spanischen Primera División spielte.

## Leben
Daniel Jarque entstammte der Talentschmiede von Espanyol Barcelona. In der Saison 2001/02 schaffte er den Sprung über die 2. Mannschaft in den bezahlten Fußball. Seitdem bestritt er 173 Ligaspiele für die Katalanen und gewann 2006 die Copa del Rey. Im UEFA-Pokal-Finale 2006/07 unterlag er mit Espanyol dem FC Sevilla im Elfmeterschießen.
Jarque gehörte von 2001 bis 2005 zum Aufgebot spanischer Juniorenauswahlen; mit der U19 gewann er 2002 unter Iñaki Sáez den Europameistertitel.

## Tod
Jarque, der sich mit seiner Mannschaft in einem Trainingslager in Coverciano, einem Stadtteil im Osten von Florenz, befand und wenige Tage zuvor zum neuen Kapitän Espanyols ernannt worden war, starb am 8. August 2009 während eines Telefonats mit seiner Freundin an Herzversagen. Seine Freundin informierte daraufhin Mitspieler Ferran Corominas, der ihn zusammen mit den Mannschaftsärzten tot in seinem Hotelzimmer fand.

## Andenken
Tausende Fans legten nach seinem Tode am Estadi Cornellà-El Prat, dem neuen Stadion von Espanyol, Blumen, Kerzen und Spruchbänder nieder. Zur Trauerfeier im Stadion kamen Delegierte aller spanischen Erst- und Zweitliga-Vereine, des nationalen Fußballbundes RFEF und Vertreter aus Politik und Gesellschaft, so auch die Präsidenten von Real Madrid, des FC Barcelona und Vertreter des FC Sevilla, dessen Spieler Antonio Puerta zwei Jahre zuvor ebenfalls an einem Herzinfarkt gestorben war. Die Fans von Espanyol gedenken in der 21. Minute jedes Spiels (die 21 war die Rückennummer Jarques) mit lauten „Jarque“-Rufen ihres verstorbenen Kapitäns.
Beim Torjubel nach seinem Siegestreffer in der Verlängerung des Finales der Fußball-Weltmeisterschaft 2010 in Südafrika gedachte der Torschütze Andrés Iniesta vom FC Barcelona seines verstorbenen Freundes Daniel Jarque mit der Aufschrift „Dani Jarque siempre con nosotros“ (deutsch: „Dani Jarque für immer mit uns“), die er auf einem T-Shirt unter seinem Trikot trug.

## Erfolge
- Spanischer Pokalsieger: 2005/06
- U-19-Europameister: 2002